# US Sassuolo Calcio
Die Unione Sportiva Sassuolo Calcio, kurz US Sassuolo Calcio und auch US Sassuolo oder Sassuolo Calcio genannt, ist ein 1920 gegründeter italienischer Fußballverein aus Sassuolo in der Emilia-Romagna.

## Geschichte

### Anfänge
Die US Sassuolo Calcio wurde im Jahre 1920 in der Stadt Sassuolo gegründet. Anfangs noch Gelb und Rot, trägt der Verein heute die Farben Schwarz und Grün.
Zunächst nahm Sassuolo nicht am italienischen Ligabetrieb teil, sondern spielte hauptsächlich bei Turnieren mit. Dabei bildeten sich Rivalitäten zu verschiedenen Vereinen der Gegend aus, zum Beispiel zum FC Carpi, zu Roteglia, Vignola, Guastalla und Mirandolese.

### Serie D
1968 sicherte sich die US Sassuolo, die nunmehr seit vier Jahren am Ligabetrieb teilnahm, erstmals den Aufstieg in die Serie D, die fünfte italienische Liga. Zuvor war man in drei aufeinanderfolgenden Jahren knapp gescheitert. Die Zeit in der Serie D dauerte fast 20 Jahre.
Zunächst spielte der Verein im Girone B und belegte einstellige Tabellenplätze, ehe man zu Beginn der 1970er Jahre fast wieder den Gang in die Sechstklassigkeit hätte antreten müssen. Da kam der „Umzug“ in den Girone D gerade recht. Dort erlebte Sassuolo mit Platz 8 und 16 zwei komplett unterschiedliche Spielzeiten. Nach mehreren Jahren in verschiedenen Staffeln der Serie D gelang in der Saison 1980/81 im Girone B von Emilia-Romagna Platz eins, mit dem der Verein in die vierte Liga, die Serie C2, aufstieg.

### Viertklassigkeit
In der Saison 1981/82 spielte Sassuolo erstmals in der Serie C2. Dort blieb der Verein rund 15 Jahre; die Endplatzierungen schwankten zwischen Platz eins 1983/84, der nicht zum Aufstieg in die Serie C1 reichte, da man in den Relegationsspielen scheiterte, und Platz 17 2002/03 und 2003/04. Ein Jahr nach dem Fastabstieg erreichte der Verein Platz 5, was zur Aufstiegsrelegation berechtigte. Dort stellte der AS Pizzighettone jedoch ein unüberwindliches Hindernis dar. Im Jahr darauf glückte dann der Aufstieg in die Serie C1, mittlerweile Lega Pro Prima Divisione genannt, als im Playoff-Finale der AS Sansovino bezwungen wurde.

### 21. Jahrhundert
| Saison  | Liga    | Platz | Torver- hältnis | Punkte |
| ------- | ------- | ----- | --------------- | ------ |
| 2008/09 | Serie B | 07.   | 57:50           | 60     |
| 2009/10 | Serie B | 04.   | 60:42           | 69     |
| 2010/11 | Serie B | 16.   | 42:46           | 51     |
| 2011/12 | Serie B | 03.   | 57:33           | 80     |
| 2012/13 | Serie B | 01.   | 78:40           | 85     |
| 2013/14 | Serie A | 17.   | 43:72           | 34     |
| 2014/15 | Serie A | 12.   | 49:57           | 49     |
| 2015/16 | Serie A | 06.   | 49:40           | 61     |
| 2016/17 | Serie A | 12.   | 58:63           | 46     |
| 2017/18 | Serie A | 11.   | 29:59           | 43     |
| 2018/19 | Serie A | 11.   | 53:60           | 43     |
| 2019/20 | Serie A | 08.   | 69:63           | 51     |
| 2020/21 | Serie A | 08.   | 64:56           | 62     |
| 2021/22 | Serie A | 11.   | 64:66           | 50     |
| 2022/23 | Serie A | 13.   | 47:61           | 45     |
| 2023/24 | Serie A | 19.   | 43:75           | 30     |
| 2024/25 | Serie B | 1.    | 78:38           | 82     |

In den letzten Jahren erlebte die US Sassuolo Calcio einen erheblichen Aufschwung. 2006 gelang die Rückkehr in die drittklassige Serie C1, in welcher Sassuolo bereits in der ersten Saison Platz zwei und damit die Relegation um den Aufstieg in die Serie B erreichte. Der Aufstieg gelang jedoch nicht, da man in den Playoffs an der AC Monza Brianza scheiterte. Im zweiten Drittliga-Jahr gelang schließlich der Aufstieg in die Serie B, als das Team 2008 Platz eins vor der US Cremonese und der AS Cittadella, die Sassuolo in die zweite Liga folgten, belegte.
In der ersten Spielzeit in der Serie B sicherte sich die Mannschaft aus Sassuolo Rang sieben und schrammte knapp an den Aufstiegsplayoffs vorbei. Ein Jahr später war es soweit: Sassuolo Calcio hatte erstmals die Chance, in die erste Liga aufzusteigen. Nachdem nach der abgelaufenen Saison Platz vier erreicht wurde, stand man in der ersten Runde der Playoffs dem FC Turin gegenüber. Nach einem 1:1 im Hinspiel verlor Sassuolo das Rückspiel mit 1:2 und verpasste den Aufstieg.
In den Spielzeiten 2010/11 schaffte Sassuolo es zunächst nicht, an die Leistungen des Vorjahres anzuknüpfen. Das Team belegte Rang 16, mit nur zwei Punkten Abstand zu den Relegationsplätzen, sicherte sich dennoch den Verbleib in der Serie B.
Die Saison 2011/12 verlief hingegen besser. Sassuolo landete mit drei Punkten Rückstand auf Serie-B-Meister Pescara auf Platz drei und nahm somit erneut an den Relegationsspielen um den Aufstieg in die Serie A teil. In diesen scheiterte man jedoch am späteren dritten Aufsteiger aus der Serie B, Sampdoria Genua.
In der Saison 2012/13 sicherte sich Sassuolo durch einen 1:0-Sieg gegen die AS Livorno am letzten Spieltag die Meisterschaft in der Serie B. In der Saison 2013/14 spielte Sassuolo damit erstmals in der Serie A. Der direkte Wiederabstieg konnte mit Platz 17 knapp vermieden werden. In der folgenden Saison erreichte Sassuolo erstmals einen Platz im gesicherten Mittelfeld.
Die Saison 2015/16 beendete der Verein als Tabellensechster. Da Juventus Turin als Meister bereits für die Champions League qualifiziert war, fiel bei ihrem Sieg der Coppa Italia der damit verbundene internationale Startplatz an den Sechstplatzierten der Serie A. Dadurch war Sassuolo zum ersten Mal in der Vereinsgeschichte für einen internationalen Wettbewerb qualifiziert. Durch je ein 1:1 auswärts und einen 3:0-Heimerfolg gegen den FC Luzern und den FK Roter Stern Belgrad in der 3. Runde bzw. den Playoffs erreichte der Verein die Gruppenphase der Europa League 2016/17. Dort scheiterte Sassuolo mit fünf Punkten jedoch als Letzter in Gruppe F mit dem KRC Genk, Athletic Bilbao und Rapid Wien. Im Ligabetrieb sicherte sich der Verein in der Saison 2016/17 erneut die Klasse, am Ende landete man auf dem zwölften Platz. Nach der Saison nahm Erfolgstrainer Eusebio Di Francesco, seit 2012 mit kurzer Unterbrechung im Amt, ein Angebot der AS Rom an.
Zur Saison 2017/18 wurde Cristian Bucchi neuer Cheftrainer. Bereits am 27. November 2017 wurde dieser nach einer 0:2-Niederlage gegen Hellas Verona entlassen. Sein Nachfolger wurde Giuseppe Iachini. Mit ihm erreichte der Verein in der Saison 2017/18 den elften Platz. Bemerkenswert war hierbei das Torverhältnis von 29 Toren zu 59 Gegentoren. Mit einem Wert von minus 30 hatte Sassuolo von allen Teilnehmern, die nicht abgestiegen sind, die niedrigste Tordifferenz. In weiterer Folge erreichte Sassuolo immer wieder Plätze im gesicherten Mittelfeld der Serie A und spielte in den Spielzeiten 2019/20 und 2020/21 als Achtplatzierter sogar um einen Platz im Europapokal mit, jedoch ohne Erfolg.
In der Coppa Italia erreichte Sassuolo in der Saison 2021/22 erstmals das Viertelfinale. Der Klub stieg im Achtelfinale ein und schlug Cagliari Calcio mit 1:0. Im Viertelfinale musste man sich jedoch Juventus Turin mit 1:2 geschlagen geben. In den bisherigen Teilnahmen scheiterte Sassuolo regelmäßig im Achtelfinale, in einzelnen Fällen auch früher. Nach 11 Jahren in der Serie A stieg der Verein am Ende der Saison 2023/24 auf dem 19. Tabellenplatz in die Serie B ab. Ein Jahr später gelang als Zweitligameister der direkte Wiederaufstieg in die Serie A.

## Stadion

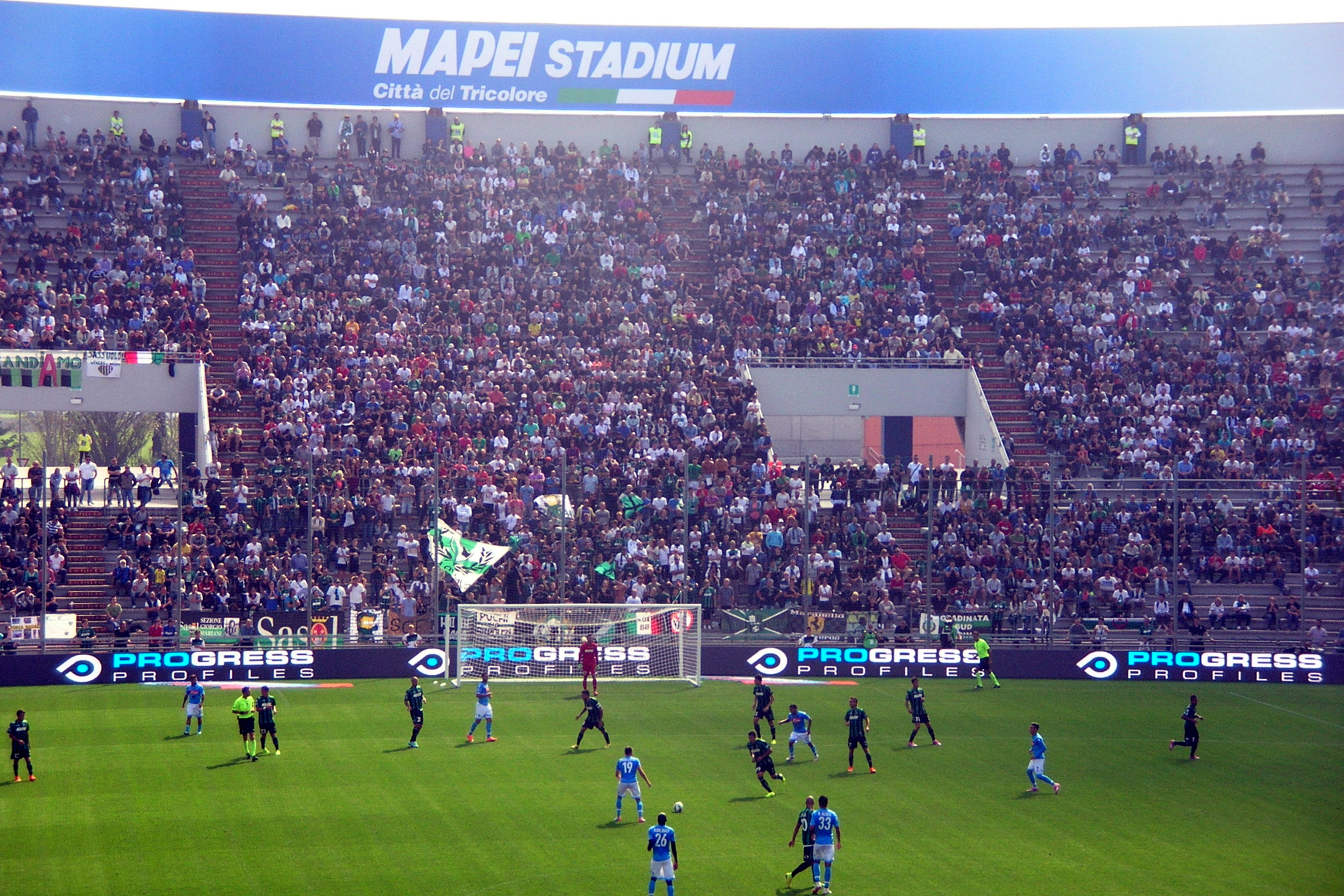
Spielszene im MAPEI-Stadium im Jahr 2014

Heimstätte des US Sassuolo Calcio war bis 2008 das 1972 erbaute Stadio Enzo Ricci, das 4008 Zuschauern Platz bietet. Da diese Kapazität nicht den Statuten der zweiten italienischen Liga (Serie B) entsprach, zog der Verein nach dem Aufstieg 2008 in die Serie B in das Stadio Alberto Braglia im nahegelegenen Modena um. In dem etwa 20.000 Plätze fassenden Stadion richtet auch der Ligakonkurrent FC Modena seine Heimspiele aus.
Seit dem erstmaligen Aufstieg des Vereins in die Serie A zur Saison 2013/14 trägt der Verein seine Spiele im Mapei Stadium – Città del Tricolore in Reggio nell’Emilia aus.

## Personal

### Aktueller Kader der Saison 2024/25
Stand: 2. März 2025
| Nr. |                  | Position | Name                                       |
| --- | ---------------- | -------- | ------------------------------------------ |
| 1   | Italien          | TW       | Alessandro Russo                           |
| 2   | Italien          | AB       | Filippo Missori                            |
| 3   | Schottland       | AB       | Josh Doig                                  |
| 5   | Niederlande      | AB       | Tijs Velthuis (Leihe von Sparta Rotterdam) |
| 7   | Italien          | ST       | Cristian Volpato                           |
| 8   | Italien          | MF       | Andrea Ghion                               |
| 9   | Italien          | ST       | Samuele Mulattieri                         |
| 10  | Italien          | ST       | Domenico Berardi                           |
| 11  | Italien          | MF       | Daniel Boloca                              |
| 12  | Italien          | TW       | Giacomo Satalino                           |
| 14  | Äquatorialguinea | MF       | Pedro Obiang                               |
| 15  | Italien          | AB       | Edoardo Pieragnolo                         |
| 17  | Kolumbien        | AB       | Yeferson Paz                               |
| 19  | Italien          | AB       | Filippo Romagna                            |
| 20  | Italien          | AB       | Matteo Lovato (Leihe von US Salernitana)   |

| Nr. |                         | Position | Name                                         |
| --- | ----------------------- | -------- | -------------------------------------------- |
| 23  | Deutschland             | AB       | Jeremy Toljan                                |
| 24  | Italien                 | ST       | Luca Moro                                    |
| 26  | Niederlande             | AB       | Cas Odenthal                                 |
| 31  | Rumänien                | TW       | Horațiu Moldovan (Leihe von Atlético Madrid) |
| 33  | Italien                 | AB       | Kevin Bonifazi (Leihe von US Lecce)          |
| 35  | Italien                 | MF       | Luca Lipani                                  |
| 36  | Italien                 | MF       | Luca Mazzitelli (Leihe von Como 1907)        |
| 40  | Italien                 | MF       | Edoardo Iannoni                              |
| 42  | Norwegen                | MF       | Kristian Thorstvedt                          |
| 45  | Frankreich              | ST       | Armand Laurienté                             |
| 77  | Italien                 | ST       | Nicholas Pierini                             |
| 80  | Bosnien und Herzegowina | AB       | Tarik Muharemović (Leihe von Juventus Turin) |
| 90  | Danemark                | ST       | Laurs Skjellerup                             |
| 99  | Italien                 | MF       | Simone Verdi (Leihe von Como 1907)           |
|     | Italien                 | TW       | Andrea Consigli                              |

### Spieler
→ Ausführliche Auflistung: Fußballspieler (US Sassuolo Calcio)
Rekordspieler
Aufgelistet sind die zehn Spieler, die die meisten Pflichtspiele für Sassuolo bestritten haben. (Stand: Saisonende 2024/25)
- 511 Spiele:  Francesco Magnanelli (2013–2022)
- 399 Spiele:  Domenico Berardi (seit 2013)
- 372 Spiele:  Andrea Consigli (2014–2025)
- 243 Spiele:  Gaetano Masucci (2004–2014)
- 232 Spiele:  Marco Piccioni (2004–2011)
- 230 Spiele:  Nicolò Consolini (2005–2012)
- 208 Spiele:  Grégoire Defrel (2015–2018, 2019–2024)
- 204 Spiele:  Alberto Pomini (2004–2017)
- 202 Spiele:  Simone Missiroli (2012–2018)
- 194 Spiele:  Gian Marco Ferrari (2017–2024)

Weitere bekannte Spieler
- Simone Zaza (2013–2015)
- Francesco Acerbi (2013–2018)
- Paolo Cannavaro (2014–2017)
- Lorenzo Pellegrini (2015–2017)
- Matteo Politano (2015–2018)
- Alfred Duncan (2015–2020)
- Alessandro Matri (2016–2020)
- Gianluca Scamacca (2017–2022)
- Davide Frattesi (2017–2023)
- Kevin-Prince Boateng (2018–2019)
- Manuel Locatelli (2018–2021)
- Jérémie Boga (2018–2022)
- Francesco Caputo (2019–2022)
- Merih Demiral (2019)
- Giacomo Raspadori (2019–2022)
- Junior Traorè (2019–2023)
- Pedro Obiang (2019–2025)
- Jeremy Toljan (2019–2025)

### Trainer

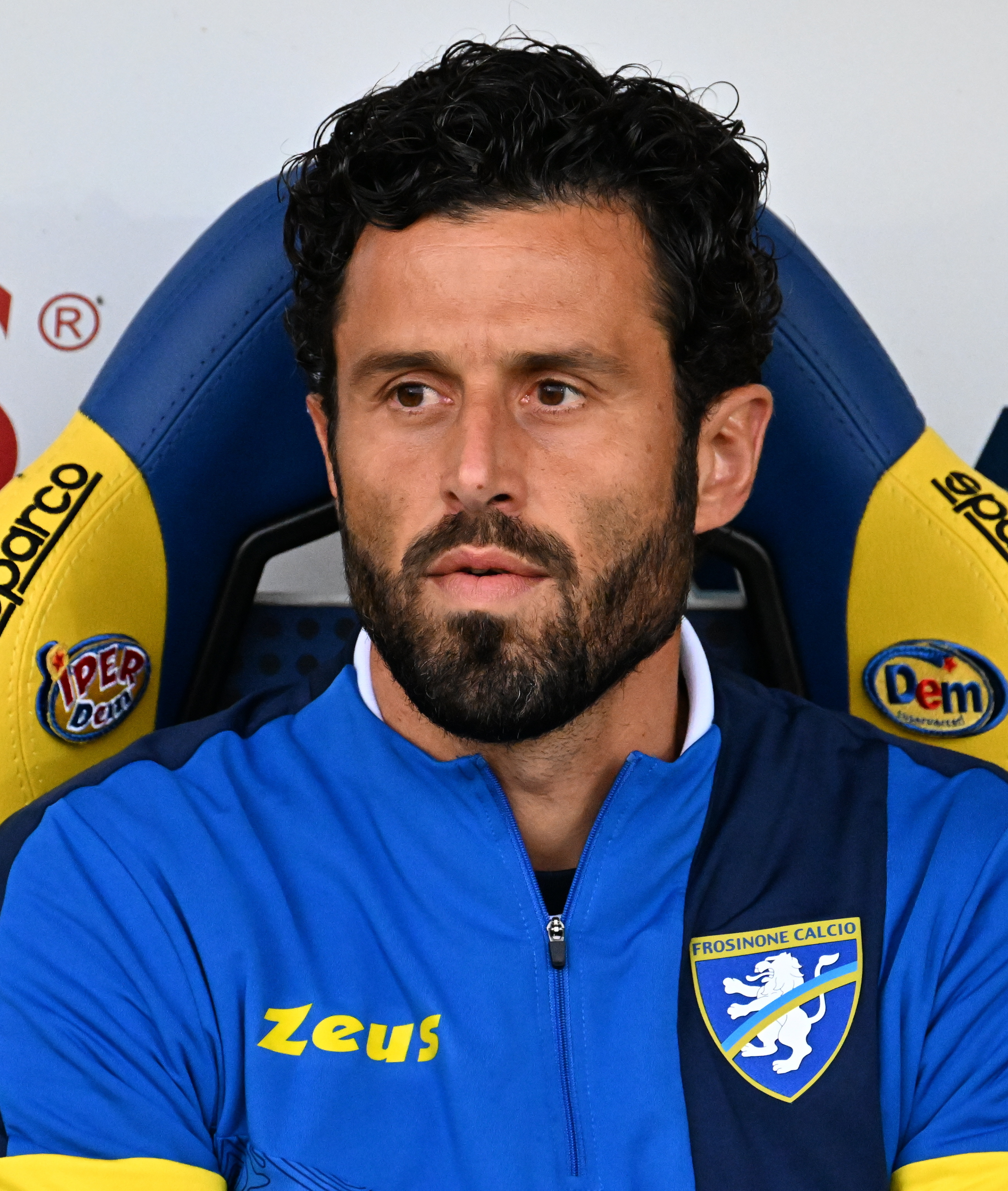
Fabio Grosso

Aufgeführt sind die Trainer der US Sassuolo Calcio seit dem Aufstieg in die Serie C1 im Jahr 2006.
| Cheftrainer | Cheftrainer              |
| Amtszeit    | Name                     |
| ----------- | ------------------------ |
| 2005–2007   | Gian Marco Remondina     |
| 2007–2008   | Massimiliano Allegri     |
| 2008–2009   | Andrea Mandorlini        |
| 2009–2010   | Stefano Pioli            |
| 2010        | Daniele Arrigoni         |
| 2010–2011   | Angelo Gregucci          |
| 2011        | Paolo Mandelli (interim) |
| 2011–2012   | Fulvio Pea               |
| 2012–2014   | Eusebio Di Francesco     |
| 2014        | Alberto Malesani         |
| 2014–2017   | Eusebio Di Francesco     |

| Cheftrainer | Cheftrainer               |
| Amtszeit    | Name                      |
| ----------- | ------------------------- |
| 2017        | Cristian Bucchi           |
| 2017–2018   | Giuseppe Iachini          |
| 2018–2021   | Roberto De Zerbi          |
| 2021–2024   | Alessio Dionisi           |
| 2024        | Emiliano Bigica (interim) |
| 2024        | Davide Ballardini         |
| 2024–       | Fabio Grosso              |

## Daten und Fakten

### Erfolge
1. Mannschaft
- Italienischer Zweitligameister (2): 2012/13, 2024/25
- Italienischer Drittligameister: 2007/08
- Gewinner der Supercoppa Serie C: 2008

Jugend
- Italienischer U19-Jugendmeister: 2023/24
- Gewinner des Torneo di Viareggio (3): 2017, 2023, 2024

### Ligazugehörigkeit
Aufgeführt ist die Ligazugehörigkeit der US Sassuolo Calcio seit dem Aufstieg in die Serie D im Jahr 1968.
- 1968–1973: Serie D (V)
- 1973–1974: Promozione (VI)
- 1974–1976: Serie D (V)
- 1976–1977: Promozione (VI)
- 1977–1979: Serie D (V)
- 1979–1981: Promozione (VI)
- 1981–1984: Serie D (V)
- 1984–1990: Serie C2 (IV)
- 1990–1998: Serie D (V)
- 1998–2006: Serie C2 (IV)
- 2006–2008: Serie C1 (III)
- 2008–2013: Serie B (II)
- 2013–2024: Serie A (I)
- 2024–2025: Serie B (II)
- seit 2025: Serie A (I)

### Europapokalbilanz
| Saison  | Wettbewerb         | Runde                  | Gegner                 | Gesamt | Hin     | Rück    |
| ------- | ------------------ | ---------------------- | ---------------------- | ------ | ------- | ------- |
| 2016/17 | UEFA Europa League | 3. Qualifikationsrunde | FC Luzern              | 4:1    | 1:1 (A) | 3:0 (H) |
| 2016/17 | UEFA Europa League | Play-offs              | FK Roter Stern Belgrad | 4:1    | 3:0 (H) | 1:1 (A) |
| 2016/17 | UEFA Europa League | Gruppenphase           | Athletic Bilbao        | 5:3    | 3:0 (H) | 3:2 (A) |
| 2016/17 | UEFA Europa League | Gruppenphase           | KRC Genk               | 1:5    | 3:1 (A) | 0:2 (H) |
| 2016/17 | UEFA Europa League | Gruppenphase           | SK Rapid Wien          | 3:3    | 1:1 (A) | 2:2 (H) |

Gesamtbilanz: 10 Spiele, 3 Siege, 4 Unentschieden, 3 Niederlagen, 17:13 Tore (Tordifferenz +4)

## Mannschaft der Frauen
Die Fußballmannschaft der Frauen entstand im September 2016 durch die Übernahme der ASD Reggiana Calcio. Die erste Mannschaft spielt seit der Spielzeit 2017/18 in der italienischen Serie A.